# Vestec (Chocerady)
Vestec (něm. Westetz, Weße (1390)) je malá vesnice, část obce Chocerady v okrese Benešov. Nachází se asi 2,5 km na jihovýchod od Chocerad. Prochází zde silnice II/113. V roce 2009 zde bylo evidováno 50 adres.
Vestec leží v katastrálním území Vestec u Chocerad o rozloze 4,27 km².

## Historie
První písemná zmínka o vesnici pochází z roku 1356.
V letech 1850–1921 k vesnici patřila Bělčice.